# Musab Al-Battat
Musab Al-Battat (arab. مصعب البطاط; ur. 12 listopada 1993 w Az-Zahirija) – palestyński piłkarz grający na pozycji obrońcy. Od 2017 jest zawodnikiem klubu Ahli Al-Khaleel.

## Kariera piłkarska
Swoją karierę piłkarską Al-Battat rozpoczął w klubie Shabab Al-Dhahiriya SC, w którym w 2012 roku zadebiutował w West Bank Premier League. W sezonach 2012/2013 i 2014/2015 wywalczył mistrzostwo tej ligi, a w sezonie 2013/2014 wicemistrzostwo. W 2017 roku przeszedł do Ahli Al-Khaleel. W sezonie 2017/2018 został z nim mistrzem West Bank Premier League.

## Kariera reprezentacyjna
W reprezentacji Palestyny Al-Battat zadebiutował 17 kwietnia 2013 w przegranym 0:2 towarzyskim meczu z Katarem. W 2015 roku został powołany do kadry na Puchar Azji 2015, a w 2019 na Puchar Azji 2019.